# インゲ2世 (スウェーデン王)

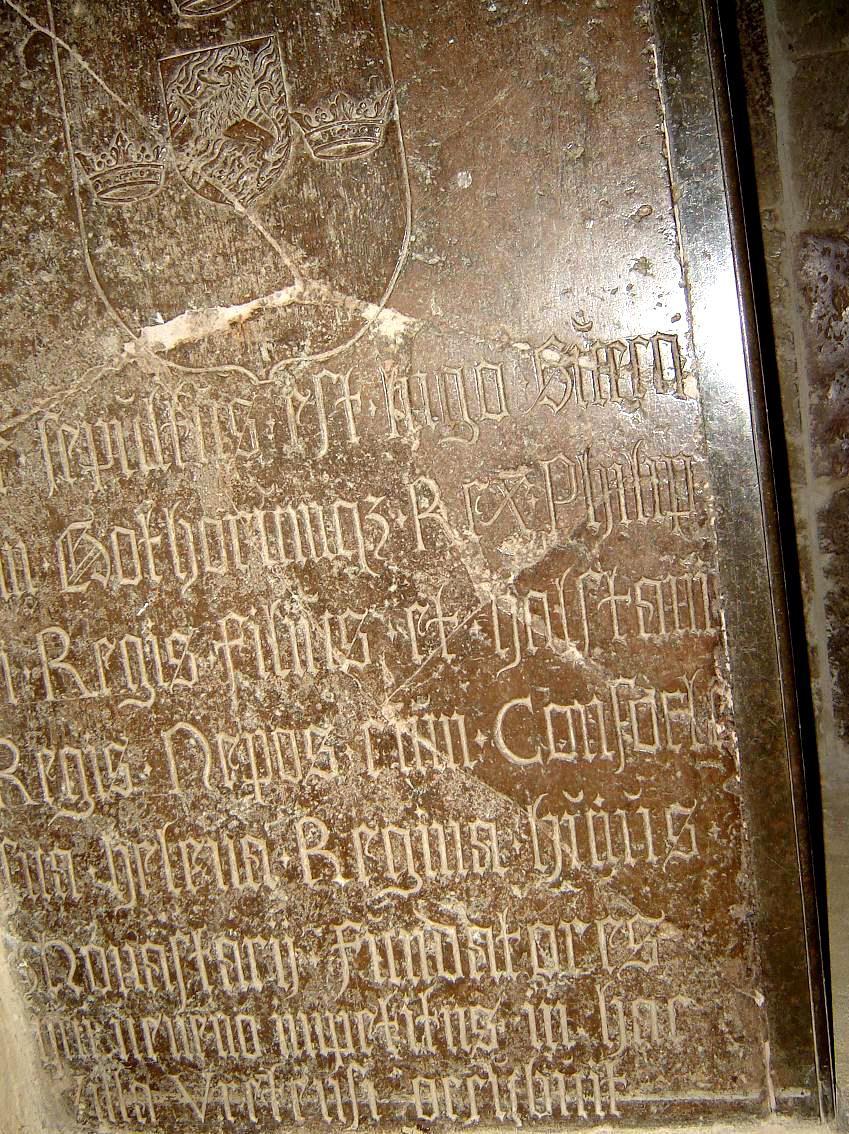
インゲ2世の墓石（16世紀の複製、ヴレタ修道院）。

インゲ2世またはインゲ若王（スウェーデン王：Inge den yngre, ? - 12世紀）は、スウェーデン王（在位：1110年ごろ - 1125年ごろ）。スウェーデン王ハルステンの息子。

## 生涯
『ヘルヴォルとヘイズレク王のサガ』によると、インゲは叔父インゲ1世の跡を継いで兄弟であるフィリップとともにスウェーデン王位を継承したという。また、フィリップの死（1118年）の後にインゲは単独のスウェーデン王となったが、インゲの没年については明らかではない。『ヴェストゥイェータ法書（Västgötalagen）』によると、インゲはエステルイェートランドにおいて「邪悪な飲み物」により毒殺されたという。
1123年にノルウェー王シグル1世がスモーランドに侵攻したときにインゲがまだ生存していたかどうかは不明であるが、インゲの死によりステンキル家は断絶した。
インゲはノルウェー貴族ホーコン・フィンソンの娘ウルヴヒル・ホーコンスダッタと結婚した。ウルヴヒルは後にデンマーク王ニルスおよびスウェーデン王スヴェルケル1世と結婚した。ウルヴヒルがインゲを毒入り飲料で暗殺したという話には裏付けはない。別の伝承によると、インゲはテリエの聖ラグンヒルドの夫であったという。